# دارة التوالي أو التوازي
الدائرة الكهربائية التي توصل مكوناتها على التوالي، أي يمر فيها التيار واحدة تلو الأخرى تسمى دارة التوالي أو دائرة توصيل على التوالي ، ودائرة التوازي توصل فيها المكونات من مقاومات ومكثفات وخلافة على التوازي.

دائرة التوالي مكونة من مصدر كهربائي (بطارية) وثلاثة مقاومات

دائرة التوازي مكونة من بطارية وثلاثة مقاومات موصلة على التوازي

في الإلكترونيات يمكن توصيل أجزاء الدائرة الكهربائية إما على التوالي أو التوازي. فإذا رُكبت الأجزاء عل التوالي يمر في كل منها نفس شدة التيار I ، وإذا وُصلت الأجزاء على التوازي يقع على كل منها نفس فرق الجهد V وتختلف شدة التيار فيها من مقاومة إلى أخرى.

## مثال
تصور دائرة كهربائية بسيطة مكونة من أربعة مصابيح وبطارية 6 فولت. فإذا وصلنا البطارية بسلك وبأحد المصابيح ومن المصباح الأول إلى المصباح الذي يليه ثم بالمصباح الذي يليه وهكذا حتي نعود إلى البطارية مكونين دورة واحدة تسمى تلك الدائرة دارة التوالي . أما إذا وصلنا كل مصباح على حدة بطرفي البطارية نقول أن المصابيح موصلة على التوازي. وعند تركيب الأربعة مصابيح على التوالي يمر في كل مصباح نفس التيار الكهربائي، وينخفض فرق الجهد عبر كل مصباح 5و1 فولت، وإذا وصلنا الأربعة مصابيح على التوازي يمر في كل منها جزءا من التيار ويكون مجموع أجزاء التيارات مساويا لتيار البطارية، بينما يبلغ فرق الجهد عبر كل مصباح 6 فولت.
في دارة التوالي لا بد من سلامة تشغيل كل جزء في الدارة حتى تعمل الدارة، فإذا فسد مصباح من المصابيح الأربع انقطع التيار وانطفأت الدارة. أما في دارة التوازي يكون لكل مصباح دائرته الخاصة به، فإذا فسدت واحدة لم تؤثر على إضاءة الأخريات. يلاحظ أيضا انه عند التوصيل على التوالي تكون شدة التيار ثابتة في أي مقطع من الدائرة أي ان شدة التيار قبل المقاومة = شدته بعد المرور بها ويرجع ذلك الي ان مجموع المقاومات تجمع معا وتؤثر مباشرة على التيار الخارج من المصدر الكهربائي وهذا يعني ان التيار لا يقل بعد مروره بالمقاومة وهو المفهوم الخطأ الشائع عند كثير من الدارسين.

## دائرة التوصيل على التوالي
يسير التيار في دائرة التوصيل على التوالي بنفس الشدة. أي أن شدة التيار في كل عضو في الدائرة هي نفسها ولا تتغير.

### توصيل المقاومات على التوالى
{\displaystyle R_{\mathrm {total} }=R_{1}+R_{2}+R_{3}+\cdots +R_{n}}

### توصيل الملفات على التوالى
ينطبق نفس القانون على المستحثات - كما تسمى ملفات - حيث الحث الكلي يساوي مجموع كل مستحث عند توصيلهم على التوالي.
{\displaystyle L_{\mathrm {total} }=L_{1}+L_{2}+\cdots +L_{n}}
إلا أنه في حالة المستحثات يصعب منع تأثير كل مستحث على المستحث المجاور له، ذلك لأن المجال المغناطيسي لكل منهما يؤثر على الآخر. ويسمى هذا التأثير بالحث المتبادل ، ويرمز له بالرمز (mutual inductance (M .

### توصيل المكثفات على التوالى
ينطبق القانون على مقلوب المكثفات. أي أن المكثف المكافئ لمجموعة مكثفات موصلة على التوالي تساوي مجموع مقلوب كل منهم:
{\displaystyle {\frac {1}{C_{\mathrm {total} }}}={\frac {1}{C_{1}}}+{\frac {1}{C_{2}}}+\cdots +{\frac {1}{C_{n}}}}.
ويكون الجهد الكهربي الكلي عبر مجموع المكثفات مساويا للجهد الكهربي عبر الواحد منهم. وكثيرا ما توصل مكثفات ذات سعة متساوية بغرض تقسيم الجهد بالتساوي بينهم. ويتبعون بذلك قانون أوم:
 : {\displaystyle V=RI}
حيث:
V الجهد الكهربائي
R المقاومة
I شدة التيار

## دائرة التوصيل على التوازي
عند توصيل عنصرين أو أكثر في دائرة كهربائية على التوازي يقع على كل عنصر نفس فرق الجهد الكهربائي.
ان فرق الجهد واحد على طرفي جميع المقاومات

### توصيل المقاومات على التوازي
يقع على كل مقاومة عندالتوصيل على التوازي نفس فرق الجهد. وتكون شدة التيار الكلي I في الدائرة تساوي مجموع شدة التيارات المارة في كل مقاومة. ويمكن تعيين شدة التيار المار في كل مقاومة باستخدام قانون أوم..
{\displaystyle I_{\mathrm {total} }=V\left({\frac {1}{R_{1}}}+{\frac {1}{R_{2}}}+\cdots +{\frac {1}{R_{n}}}\right)}.
لتعيين المقاومة المكافئة لمجموعة المقاومات الموصلة على التوازي، تقوم بجمع مقلوبات المقاومات {\displaystyle R_{i}} ، ونعين بذلك مقلوب المقاومة المكافئة:
{\displaystyle {\frac {1}{R_{\mathrm {total} }}}={\frac {1}{R_{1}}}+{\frac {1}{R_{2}}}+\cdots +{\frac {1}{R_{n}}}}.
ولتعيين شدة التيار في أحد المقاومات {\displaystyle R_{i}} ، نستعمل قانون أوم:
{\displaystyle I_{i}={\frac {V}{R_{i}}}\,}.
ومن الواضح أن المقاومات تجزئ التيار المار بكل منها وذلك بحسب مقلوب مقاومتها. بذلك نحصل في حالة المقاومتين:
{\displaystyle {\frac {I_{1}}{I_{2}}}={\frac {R_{2}}{R_{1}}}}.
تتميز دائرة المصابيح المستعملة في البيوت والمباني بأنها موصلة على التوازي. فإذا احترقت إحدي المصابيح انطفات بمفردها من دون تنطفئ جميع المصابيح في الدائر، كما يحدث لو وُصلت المصابيح على التوالي.

### توصيل الملفات على التوازي
كما في حالة المقاومات تنطبق نفس طريقة لحساب الحث المكافئ حيث يساوي مجموع مقلوبات المستحثات:
{\displaystyle {\frac {1}{L_{\mathrm {total} }}}={\frac {1}{L_{1}}}+{\frac {1}{L_{2}}}+\cdots +{\frac {1}{L_{n}}}}.
وفي حالة وقوع كل مستحث (أي ملف) قريب ً من المجال المغناطيسي للآخرين فلا تنطبق طريقة الحساب هذه بسبب التأثير المتبادل بينهم.
فإذا اعتبرنا M الحث المتبادل بين اثنين من الملفات، يصبح المستحث المكافئ:
{\displaystyle {\frac {1}{L_{\mathrm {total} }}}={\frac {L_{1}+L_{2}-2M}{L_{1}L_{2}-M^{2}}}}
If {\displaystyle L_{1}=L_{2}}
{\displaystyle L_{total}={\frac {L+M}{2}}}
وتكون إشارة {\displaystyle M} معتمدة على طريقة تأثير المجال المغناطيسي بينهم. وفي حالة ملفين متساويين متجاورين تماما ً يكون الحث الكلي لهما مساويا لحث الواحد منهما. وإذا انعكست القطبية الكهربية polarity لأحدهما بحيث تصبح M سالبة، يصبح الحث المكافئ قريبا من الصفر، أي يختفي الحث الناتج عنهما. وقد اعتبرنا في حالة القرب المباشر بين الملفين أن تكون M مساوية L. ولكن في حالة عدم تساوي حث الملفين فقد تحدث حالة توصيل بينهما مقترنة بدورة تيار شديد في القيمة السالبة والموجبة للحث المتبادل M مما يسبب مشاكل في الدائرة الكهربية.

### توصيل المكثفات على التوازي
سعة المكثف المكافئة تساوي مجموع سعة المكثفات في دائرة التوصيل على التوازي.
{\displaystyle C_{\mathrm {total} }=C_{1}+C_{2}+\cdots +C_{n}}.
ويكون الجهد الكهربائي الواقع على طرفي مجموعة المكثفات الموصولة على التوازي مساويا لأقل فرق جهد لواحد منهم.